# Izbište
Izbište (v srbské cyrilici Избиште, maďarsky Izbistye, německy Izbischte) je vesnice v srbské Vojvodině, v její jihovýchodní části (nedaleko města Vršac). Místo se nachází nedaleko Deliblastske peščare. Je rovněž známé jako rodiště několika partyzánských bojovníků, včetně například Žarka Zrenjanina.
Obec byla založena nejspíše po Stěhování Srbů směrem do oblasti jižních Uher. První dochovaná zmínka o Izbišti pochází z deníku místního pravoslavného kněze z roku 1660. Počet obyvatel obce neustále klesá; v roce 1991 měla obec 2004 obyvatel. O deset let později 1728, v roce 2011 pak 1464 obyvatel.